# S. Walter Stauffer
Simon Walter Stauffer (* 13. August 1888 in Walkersville, Frederick County, Maryland; † 26. September 1975 in York, Pennsylvania) war ein US-amerikanischer Politiker. Zwischen 1953 und 1959 vertrat er zwei Mal den Bundesstaat Pennsylvania im US-Repräsentantenhaus.

## Werdegang
Walter Stauffer besuchte die öffentlichen Schulen seiner Heimat sowie in den Jahren 1906 und 1907 die Schule Conway Hall in Carlisle. Im Jahr 1912 absolvierte er das dortige Dickinson College. 1915 zog er nach York, wo er zwischen 1916 und 1936 Kalk- und Dolomitminerale herstellte bzw. vertrieb. Seit 1930 war er auch Kurator des Dickinson College. Von 1936 bis 1946 war er Präsident der National Lime Association in Washington, D.C. Politisch wurde er Mitglied der Republikanischen Partei. Von 1949 bis 1952 fungierte er als Vorsitzender der Wohnbehörde (Housing Authority) in York. Außerdem war er von 1950 bis 1960 Vorstandsmitglied und Vizepräsident der Firma York County Gas Co. Stauffer besaß auch große Waldflächen und war zwischen 1947 und 1960 überdies im Holzgeschäft tätig.
Bei den Kongresswahlen des Jahres 1952 wurde Stauffer im 19. Wahlbezirk von Pennsylvania in das US-Repräsentantenhaus in Washington gewählt, wo er am 3. Januar 1953 die Nachfolge von Leon H. Gavin antrat. Da er im Jahr 1954 gegen James M. Quigley verlor, konnte er bis zum 3. Januar 1955 zunächst nur eine Legislaturperiode im Kongress absolvieren. Bei den Wahlen des Jahres 1956 wurde er erneut im 19. Distrikt seines Staates in den Kongress gewählt, wo er am 3. Januar 1957 Quigley wieder ablöste und bis zum 3. Januar 1959 eine weitere Amtszeit absolvierte. Seine beiden Amtszeiten im US-Repräsentantenhaus waren von den Ereignissen des Kalten Krieges und der Bürgerrechtsbewegung bestimmt. Im Jahr 1958 unterlag er Quigley erneut.
Nach dem Ende seiner Zeit im US-Repräsentantenhaus ist Walter Stauffer politisch nicht mehr in Erscheinung getreten. Er starb am 26. September 1975 in York, wo er auch beigesetzt wurde.